# Egg in the Basket

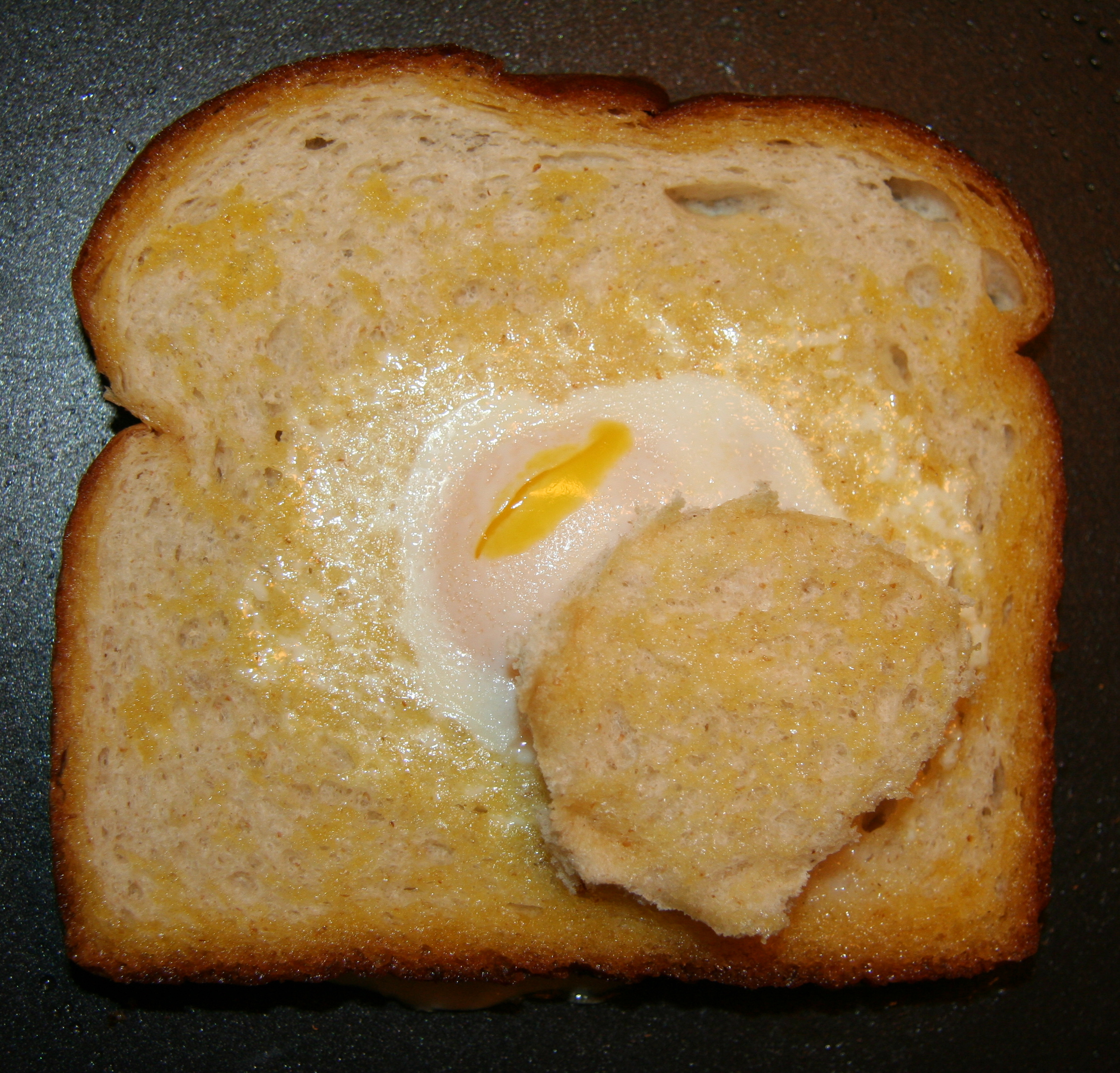
Egg in the basket

Egg in the basket („Ei im Korb“ „Ochse guckt durchs Loch“ oder auch „Guy Kibbee Egg“) ist ein US-amerikanisches Frühstücksgericht, bei dem ein in der Mitte ausgestochener Toast mit Butter, Margarine oder Pflanzenöl in der Pfanne angebraten wird. In die gelöcherte Toastscheibe wird anschließend ein rohes Ei gegossen und durch Wenden beidseitig festgebraten.
Alternativ kann das Gericht auch im Mikrowellenherd zubereitet werden. Serviert wird der Eiertoast meist mit Ketchup, Konfitüre oder Käse, teils auch mit Salat.
Das Gericht wird gelegentlich Guy Kibbee Egg nach dem gleichnamigen Schauspieler genannt, was daher rührt, dass er 1935 in einer Rolle im Film Mary Janes Pa dieses Gericht bevorzugt hat.